# Santa sangre (reliquia)
Según la tradición de la Iglesia católica, se venera la Santa Sangre, aquella sangre que Cristo derramó durante la Pasión o Viacrucis. Es una devoción típica de la religiosidad de la Edad Media, motivada por las Cruzadas y el culto a las reliquias.

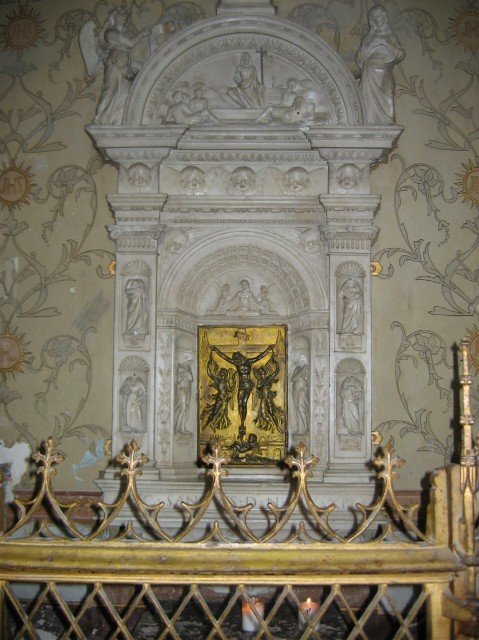
Reliquia de Fécamp.

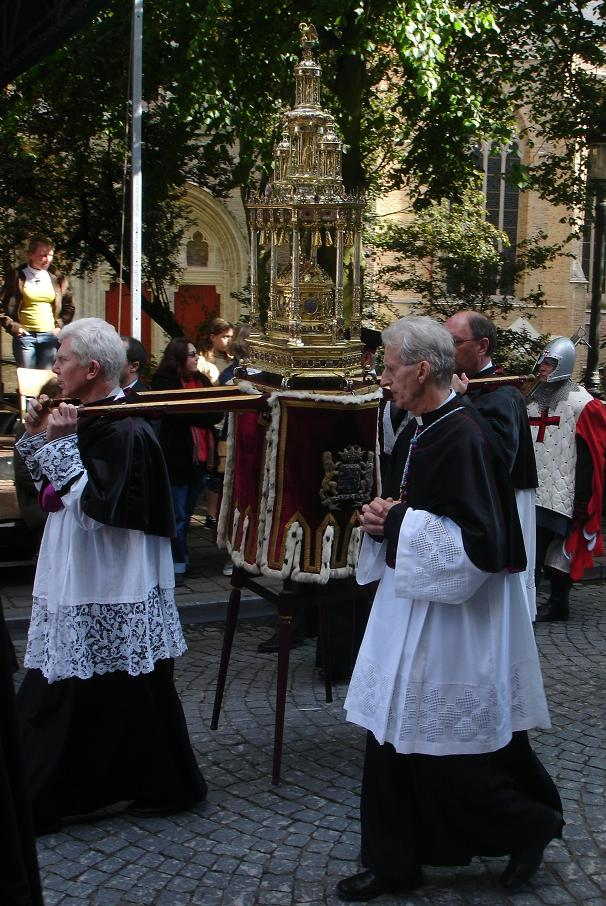
Procesión de la Sagrada Sangre en Brujas.

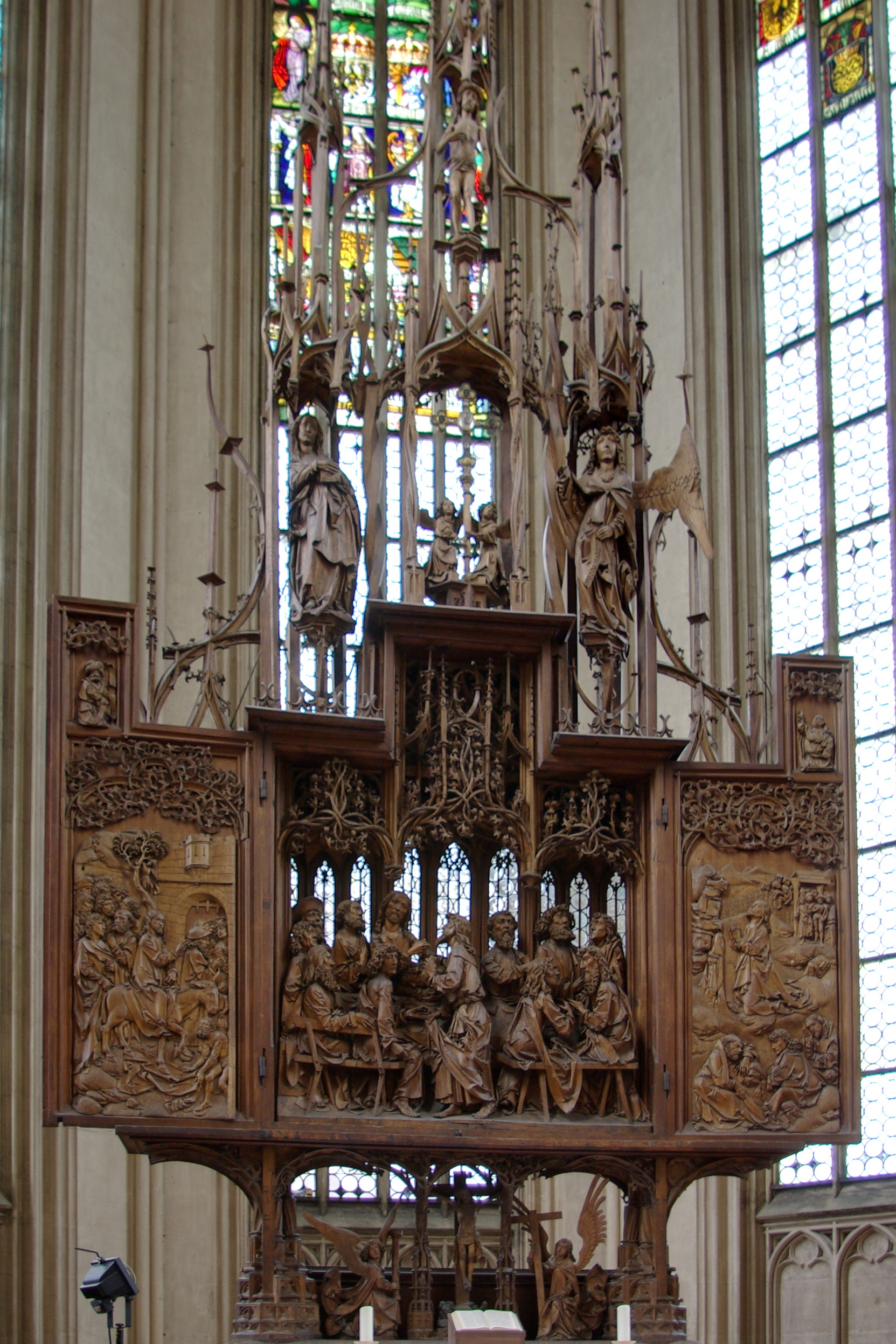
Retablo de la Santa Sangre en Rothenburg ob der Tauber.

## Reliquias

### La Santa Sangre de la abadía la Trinidad,Fécamp
Iglesia abacial de la Trinidad (siglos XII - XV), peregrinación de la Preciosa Sangre, nave del gótico inicial, reloj, rejas, órganos.

### La Santa Sangre de labasílica de la Santa Sangre,Brujas
En esta iglesia se guarda la Sangre de Cristo, que según la tradición, fue traída desde Jerusalén por Teodorico de Alsacia, conde de Flandes, a su regreso de Tierra Santa durante la Segunda Cruzada, en el año 1150.
En recuerdo de estos acontecimientos, se celebra anualmente la procesión de la Santa Sangre el día de la Ascensión.

### La Santa Sangre de laSainte-Chapelle,París
Tras la adquisición de las reliquias de la pasión de Cristo por el rey Luis IX de Francia se creó la Sainte-Chapelle, en París.

### La Santa Sangre de la iglesia de Santiago,Rothenburg ob der Tauber
La iglesia de Santiago (siglos XIV-XV) de Rothenburg ob der Tauber es célebre por sus retablos, principalmente por el de la "Santa Sangre" de Tilman Riemenschneider. El nombre del retablo es debido a una reliquia, una gota de la sangre de Cristo. Traída al final de las cruzadas, esta reliquia atrajo a numerosos peregrinos.